# Owca fryzyjska
Owca fryzyjska – rasa owcy domowej o użytkowości mleczno – wełnistej, charakteryzująca się wysoką plennością. Owce tej rasy pochodzą z Fryzji, gdzie  były wypasane na obfitych pastwiskach.  Intensywne żywienie sprzyjało utrwaleniu się wysokiej frekwencji genów odpowiedzialnych za dużą masę ciała i mleczność. Wydajność mleczna owiec fryzyjskich (po uwzględnieniu proporcji masy ciała) jest zbliżona do wydajności bydła mlecznego. Owce fryzyjskie wykorzystywane są często w programach wielostopniowego krzyżowania towarowego jako rasa mateczna, dobrze odchowująca liczne potomstwo. Aby uzyskać prawidłową mięsność jagniąt, owce fryzyjskie kryje się trykami ras typowo mięsnych. 